# Kompleks zbożowy górski
Kompleks zbożowy górski (11)  – rodzaj kompleksu, w większości zawierający gleby wietrzeniowe o stosunkowo dobrze wykształconym profilu glebowym, nieznacznie różniących się od kompleksu pszennego górskiego. Różni się jedynie występowaniem gorszych warunków klimatycznych, niż w kompleksie pszennym górskim. Najwyżej na glebach obejmujących kompleks zbożowy górski plonuje jęczmień jary i owies. Pszenica daje dużo niższe plony, niż na kompleksie pszennym górskim.